# Karl Heun (Mathematiker)
Karl Heun (* 3. April 1859 in Wiesbaden; † 10. Januar 1929 in Karlsruhe) war ein deutscher Mathematiker.

## Leben
Karl Heun studierte Mathematik und Philosophie in Göttingen (und kurzzeitig in Halle), wo er 1881 mit dem Thema Die Kugelfunktionen und Laméschen Funktionen als Determinanten promovierte. Danach arbeitete er als Lehrer an einer landwirtschaftlichen Schule in Wehlau, bis er 1883 nach England auswanderte, wo er bis 1885 in Uppingham unterrichtete.
Er schloss seine Studien in London ab und habilitierte im Juni 1886 in München über das Thema Über lineare Differentialgleichungen zweiter Ordnung, deren Lösungen durch den Kettenbruchalgorithmus verknüpft sind. Von 1886 bis 1889 lehrte er an der Universität München, musste aber wegen mangelnder finanzieller Unterstützung von 1890 bis 1902 wieder als Lehrer in Berlin arbeiten.
1900 erhielt Karl Heun den Professorentitel verliehen und übernahm 1902 den Lehrstuhl für Theoretische Mechanik an der Technischen Hochschule Karlsruhe, an der er bis zu seiner Pensionierung 1922 tätig war. 1912 erhielt er den Titel Geheimer Hofrat.

## Werk
Nach ihm ist das Heun-Verfahren benannt, ein einfaches Verfahren zur numerischen Lösung von Anfangswertaufgaben. Auch die Heunsche Differentialgleichung sowie die damit zusammenhängenden Heun-Funktionen sind nach ihm benannt.